# Morne Dudon
Morne Dudon (Morne du Don) ist ein Vorort der Landeshauptstadt Castries im Quarter (Distrikt) Castries im Westen des Inselstaates St. Lucia in der Karibik.

## Geographie
Der Ort liegt zusammen mit Agard Lands/Morne Dudon langgestreckt südöstlich und oberhalb Castries auf der Höhe des gleichnamigen Mount Doudon (Morne Doudon). Im Umkreis schließen sich folgende Verwaltungseinheiten an: Chase Gardens und Hillcrest Gardens, Carellie, Almondale (N), Balata, Cabiche/Babonneau (O), Girard, Bocage, Waterworks, Sunbilt, Bois Patat (S), Wilton’s Yard/Grave Yard, Peart’s Gap (W), New Village und La Pansee (NW).
Im Westlichen Teil des Verwaltungsgebietes liegt die Morne Dudon Government Combined School und die Revival Tabernacle-Kirche.

## Klima
Nach dem Köppen-Geiger-System zeichnet sich Morne Dudon durch ein tropisches Klima mit der Kurzbezeichnung Af aus.